# Споменик палим за отаџбину 1877—1918.
Споменик палим за отаџбину 1877—1918. у Лесковцу, рад је вајара Драгомира Арамбашића. Споменик је откривен 23. октобра 1927. године, поводом 50 година ослобођења од Турака. Споменик је открио изасланик краља Александра, ђенерал Јосиф Костић (управник Војне академије у Београду). За споменик је коришћена фотографија наредника Другог гвозденог пука Моравске дивизије Алексе Симоновића. Постављен је на централном градском тргу који је данас градски парк.

## Архитектонске карактеристике
Споменик је постављен на обелиску од вештачког камена са бронзаном фигуром ратника у пуној опреми. Не поседује изразитију архитектонску вредност јер га је радио скулптор и вајарска обрада преовлађује у његовој композицији.